# Spoorlijn Spiez - Frutigen
De spoorlijn Spiez - Frutigen is een Zwitserse bergspoorlijn wlke onderdeel is van de Lötschberglinie. De spoorlijn is aangelegd door de spoorwegonderneming Spiez-Frutigen-Bahn die het treinbedrijf op het traject van Spiez naar Frutingen in het Kandertals uitvoerde.

## Geschiedenis
De concessie voor dit traject werd op 27 mei 1890 door de Bundesversammlung toegewezen met het voorbehoud dat bij de bouw van een Lötschbergbahn deze overgenomen kon worden.
In het midden van juni 1899 werd met de bouw van de Hondrichtunnel I begonnen. Op 24 juni 1901 kon de lijn geopend worden.
De spoorwegonderneming werd op 1 januari 1907 door de Berner Alpenbahngesellschaft BLS overgenomen.
Met de Thunerseebahn (TSB) werd een samenwerkingsverdrag afgesloten, eveneens waren op economische gronden doorgaande treinen op de Spiez-Erlenbach-Bahn (SEB) gepland.
Het traject is sinds 1913 onderdeel van de Lötschberg spoorlijn.

## Elektrische tractie
De spoorlijn werd als proeftraject geëlektrificeerd met een spanning van 15.000 volt en een frequentie van 15 Hz. Op In 1913 legden de Verwaltungen van Preussen, Bayern en Baden de frequentie vast op 16 2/3 Hz. Bij de BLS werd vanaf de opening in 1913 met een spanning van 15.000 volt en een frequentie van 16 2/3 Hz wisselspanning gereden. Deze verandering kon zonder hoge kosten doorgevoerd worden.